# Steam Vehicle Corporation of America
Steam Vehicle Corporation of America war ein US-amerikanischer Hersteller von Automobilen.

## Unternehmensgeschichte
Das Unternehmen wurde 1923 in Allentown in Pennsylvania gegründet. Anfang 1924 wurde die Stanley Motor Carriage Company übernommen. Im gleichen Jahr begann die Produktion von Automobilen. Der Markenname lautete anfangs möglicherweise noch Stanley und wurde später im Jahr auf SV geändert. 1927 endete die Produktion. 1929 folgte die Liquidation.

## Fahrzeuge
Im Angebot standen ausschließlich Dampfwagen. Sie hatten einen Dampfmotor mit zwei Zylindern. Er leistete 20 PS.
Bis 1924 gab es das Stanley Model 740. Es bleibt unklar, ob sie von Stanley oder von Steam Vehicle Corporation hergestellt wurden. Das Fahrgestell hatte 330 cm Radstand. Zur Wahl standen offene Tourenwagen mit vier, fünf und sieben Sitzen, ein Roadster, eine Limousine mit sieben Sitzen und ein Utility Sedan mit fünf Sitzen.
Im Modelljahr 1925 erschien ein überarbeitetes Modell als SV. Es wurde Model 252-V genannt. Der Radstand war auf 310 cm gekürzt worden. Das Karosserieangebot beschränkte sich auf Tourenwagen und Limousine, beide fünfsitzig. Der Neupreis konnte gesenkt werden.
1926 wurde daraus das Model 262. Die Limousine entfiel.
1927 folgte das Model 770. Unterschiede sind nicht bekannt.

## Modellübersicht
| Jahr | Modell      | Zylinder | Leistung (PS) | Radstand (cm) | Aufbau                                   |
| ---- | ----------- | -------- | ------------- | ------------- | ---------------------------------------- |
| 1925 | Model 252-V | 2        | 20            | 310           | Tourenwagen 5-sitzig, Limousine 5-sitzig |
| 1926 | Model 262   | 2        | 20            | 310           | Tourenwagen 5-sitzig                     |
| 1927 | Model 770   | 2        | 20            | 310           | Tourenwagen 5-sitzig                     |

## Produktionszahlen
Für 1924 sind 102 Stanley überliefert. 1925 entstanden 86 Fahrzeuge. 1926 folgten 31 und 1927 noch 16.